# Léon Bourdon
Léon Bourdon (Mâcon (Saône-et-Loire), 10-05-1900 - 26-07-1994) foi um professor e historiador francês especialista em temas portugueses.

## Biografia
Léon Bourdon foi Diretor do Instituto Francês em Portugal (1928-1935), Professor na Faculdade de Letras de Toulouse (1943-1953) e professor na Sorbonne.
Foi agraciado com os seguintes graus das Ordens Honoríficas portuguesas: Cavaleiro da Ordem Militar de Sant'Iago da Espada (5 de outubro de 1930), Oficial da Ordem Militar de Cristo (14 de março de 1935) e Grande-Oficial da Ordem do Infante D. Henrique (27 de janeiro de 1992).